# Pseudodaphnella punctifera
Pseudodaphnella punctifera é uma espécie de gastrópode do gênero Pseudodaphnella, pertencente a família Raphitomidae.